# Vattlång
Vattlång is een plaats in de gemeente Nordanstig in het landschap Hälsingland en de provincie Gävleborgs län in Zweden. De plaats heeft 70 inwoners (2005) en een oppervlakte van 34 hectare.